# Tukan wielki
Tukan wielki, tukan toko, tukan olbrzymi (Ramphastos toco)  – gatunek dużego ptaka z rodziny tukanowatych (Ramphastidae), największy jej przedstawiciel. Zamieszkuje Amerykę Południową. Nie jest zagrożony.

## Morfologia
Długość ciała ok. 55–63 cm, masa ciała ok. 592–760 g. Posiada charakterystyczny, bardzo duży, żółtopomarańczowy dziób z czarną końcówką; jego masa to jedna dwudziesta masy ciała ptaka, a długość stanowi blisko ⅓ całkowitej długości ciała. Dziób pełni funkcję termoregulacyjną. Gęsto usiany naczyniami krwionośnymi pozwala usuwać nadmiar ciepła z organizmu.

## Ekologia

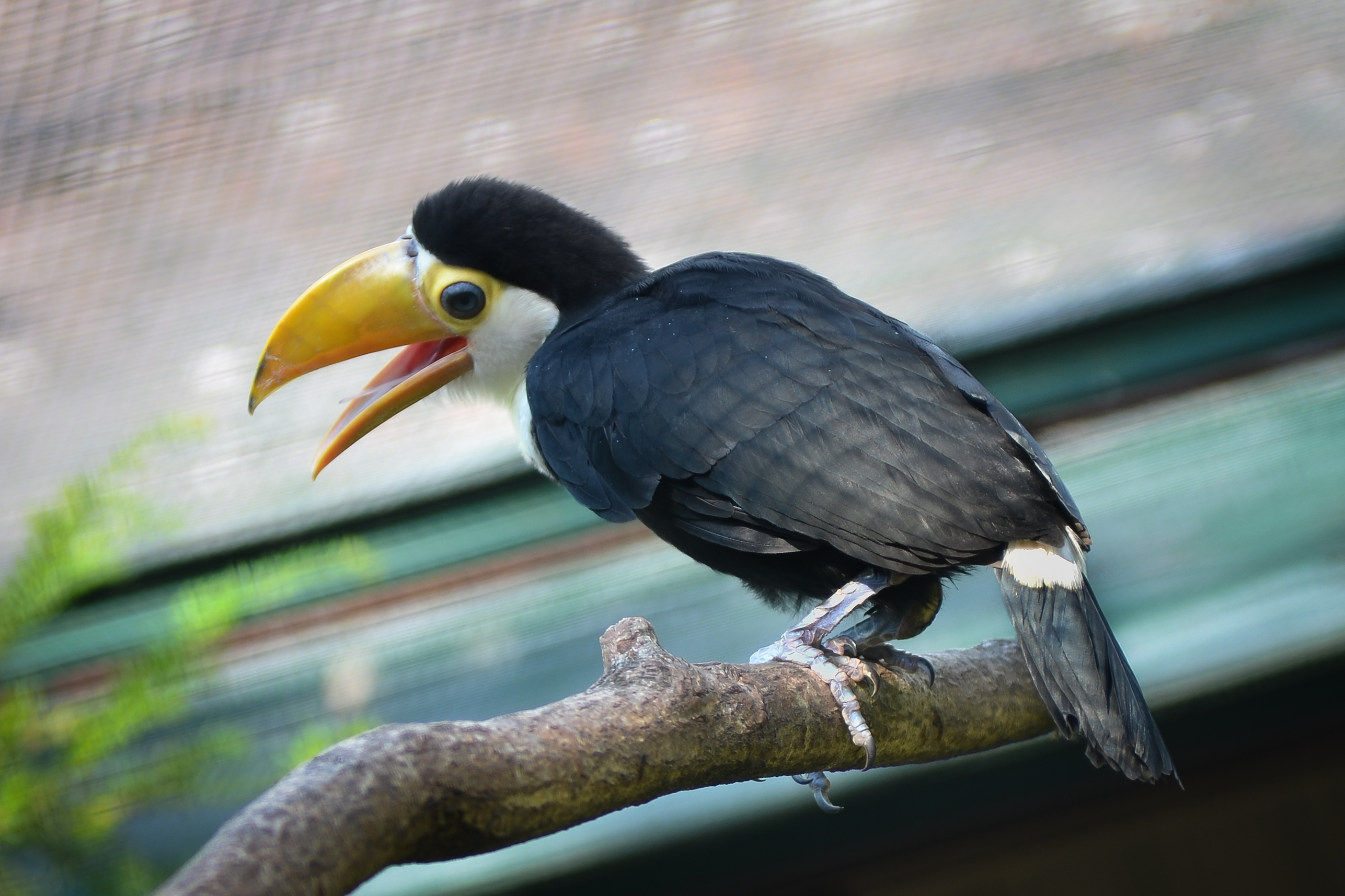
Młody tukan wielki

Żywi się głównie owocami, do tego zjada owady i ptasie jaja, w tym jaja modroary hiacyntowej (Anodorhynchus hyacinthinus). Zjada owoce takich roślin jak Genipa americana, Ficus luschnathiana i Cecropia pachystachya. Prowadzi nadrzewny tryb życia. Samica składa 2–4 jaja, które są wysiadywane przez 15–18 dni. Młode są w pełni opierzone po 6–8 tygodniach. Przeważnie na wolności tukany wielkie żyją około 20 lat, najdłuższy zanotowany wiek to 26 lat. W niewoli żyją krócej (około 18 lat), często zapadają na hemochromatozę.

## Status
Międzynarodowa Unia Ochrony Przyrody (IUCN) uznaje tukana wielkiego za gatunek najmniejszej troski (LC, Least Concern) nieprzerwanie od 1988 roku. Liczebność populacji nie została oszacowana, ale ptak ten opisywany jest jako dość pospolity. Trend liczebności populacji uznawany jest za spadkowy ze względu na presję ze strony myśliwych oraz zabieranie młodych w celu trzymania ich jako zwierzęta domowe. Gatunek jest wymieniony w II załączniku konwencji CITES.

## Podgatunki i zasięg występowania
Międzynarodowy Komitet Ornitologiczny wyróżnia następujące podgatunki R. toco:
- R. t. toco Statius Müller, 1776 – Gujana, Surinam, Gujana Francuska, północna i północno-wschodnia Brazylia, południowo-wschodnie Peru
- R. t. albogularis Cabanis, 1862 – wschodnia i południowa Brazylia, północna Boliwia, Paragwaj i północna Argentyna

## Filatelistyka
Poczta Polska wyemitowała 21 sierpnia 1972 r. znaczek pocztowy o nominale 60 gr. przedstawiający tukana wielkiego, w serii Zwierzęta ZOO. Druk w technice offsetowej na papierze kredowym. Autorem projektu znaczka był Janusz Grabiański. Znaczek pozostawał w obiegu do 31 grudnia 1994 r.